# Moderna filozofija
S Hegelovom filozofijom se završava kontinuitet novovjekovne filozofije i od tada govorimo o modernoj filozofiji. Pod pojmom "suvremeno" misli se na ono što odgovara biti vremena u kome živimo, a ne samo ono što je novo, što nastaje baš sada.
Moderna filozofija
- Arthur Schopenhauer (1788. – 1860.)
- Friedrich Nietzsche (1844. – 1900.)
- Soren Kierkegaard (1813. – 1855.)
- Henri Bergson (1859. – 1941.)

dijalektički materijalizam
- Karl Marx (1818. – 1883.)

fenomenologija, filozofija egzistencije
- Edmund Husserl (1859. – 1938.)
- Martin Heidegger (1889. – 1977.)
- Karl Jaspers (1883. – 1969.)
- Jean-Paul Sartre (1905. – 1980.)

analitička filozofija
- Gottlob Frege
- Bertrand Russell
- Ludwig Wittgenstein
- Rudolf Carnap
- Karl R. Popper
- Saul Kripke
- Thomas Nagel
- Alfred North Whitehead

frankfurtska škola
- Theodor Adorno
- Herbert Marcuse (1898. – 1979.)
- Jürgen Habermas
- Max Horkheimer (1895. – 1973.)

postmodernizam
- Jacques Derrida
- Jean Baudrillard
- Jean-Francois Lyotard
- Michel Foucault
- Gilles Deleuze